# Fosforek glinu
Fosforek glinu, AlP – nieorganiczny związek chemiczny glinu i fosforu. Stosowany jest jako insektycyd i rodentycyd, posiada właściwości półprzewodnikowe.
Reaguje z wodą oraz z kwasami z wydzieleniem fosforowodoru:
AlP + 3H
2O → Al(OH)
3 + PH
3
AlP + 3H+
 → Al3+
 + PH
3
Wydzielanie się silnie trującego fosforowodoru jest przyczyną wielu zatruć o wysokiej śmiertelności (rzędu 60–80%). Ma to miejsce zwłaszcza w krajach rozwijających się, w których powszechne jest stosowanie fosforku glinu jako pestycydu. Duża część tych zatruć ma podłoże samobójcze.

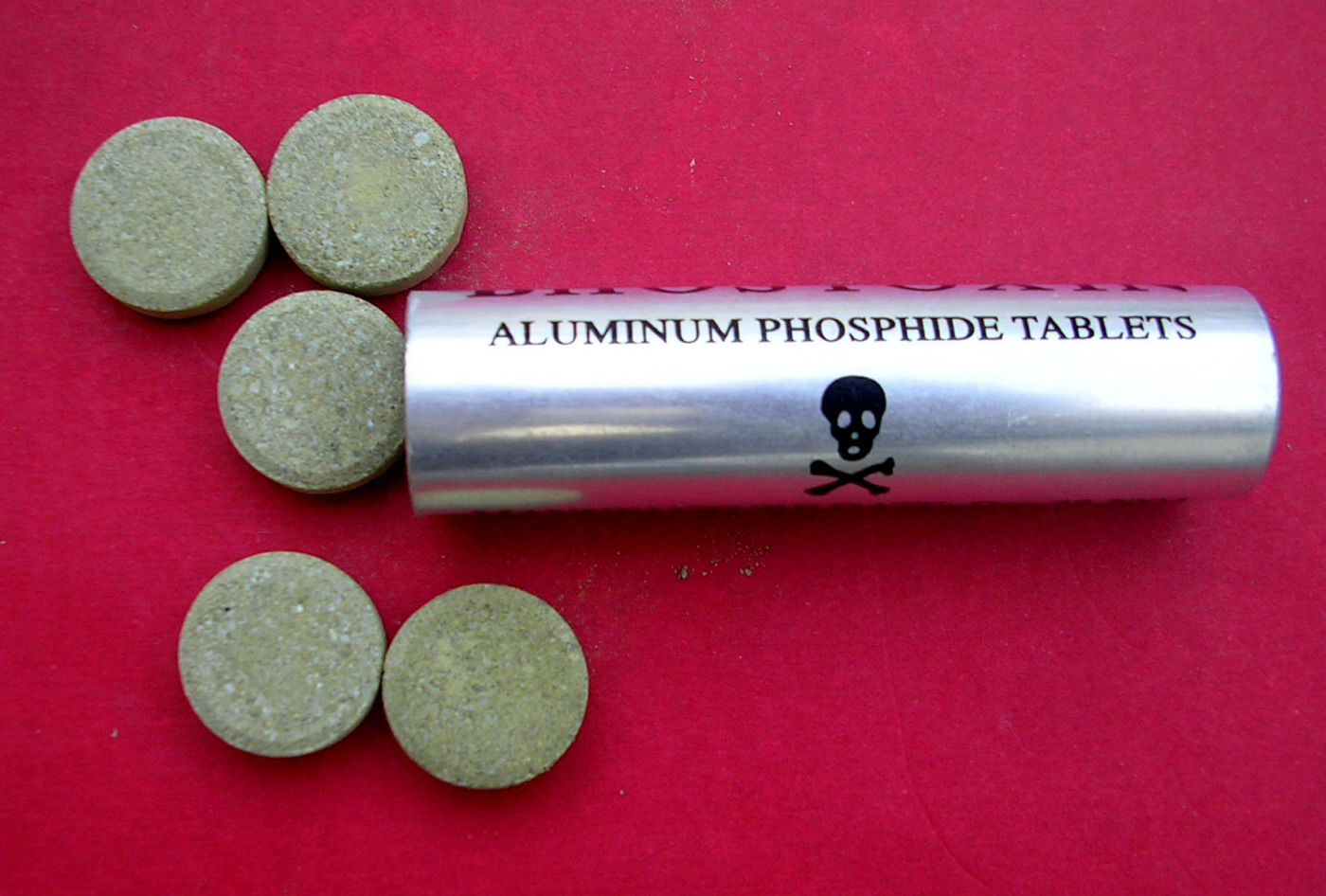
Tzw. „tabletki ryżowe” zawierające fosforek glinu dostępne w Iranie